# Saunders County
Saunders County ist ein County im Bundesstaat Nebraska der Vereinigten Staaten. Der Verwaltungssitz (County Seat) ist Wahoo.

## Geographie
Das County liegt im Osten von Nebraska, ist etwa 50 km von Iowa entfernt und hat eine Fläche von 1965 Quadratkilometern, wovon 13 Quadratkilometer Wasserfläche sind. Es grenzt im Uhrzeigersinn an folgende Countys: Douglas County, Sarpy County, Cass County, Lancaster County, Butler County und Dodge County.

## Geschichte
Saunders County wurde 1856 gebildet. Benannt wurde es nach Alvin Saunders, einem Gouverneurs des früheren Territoriums.
20 Bauwerke und Stätten des Countys sind im National Register of Historic Places eingetragen (Stand 12. Februar 2018).

## Demografische Daten

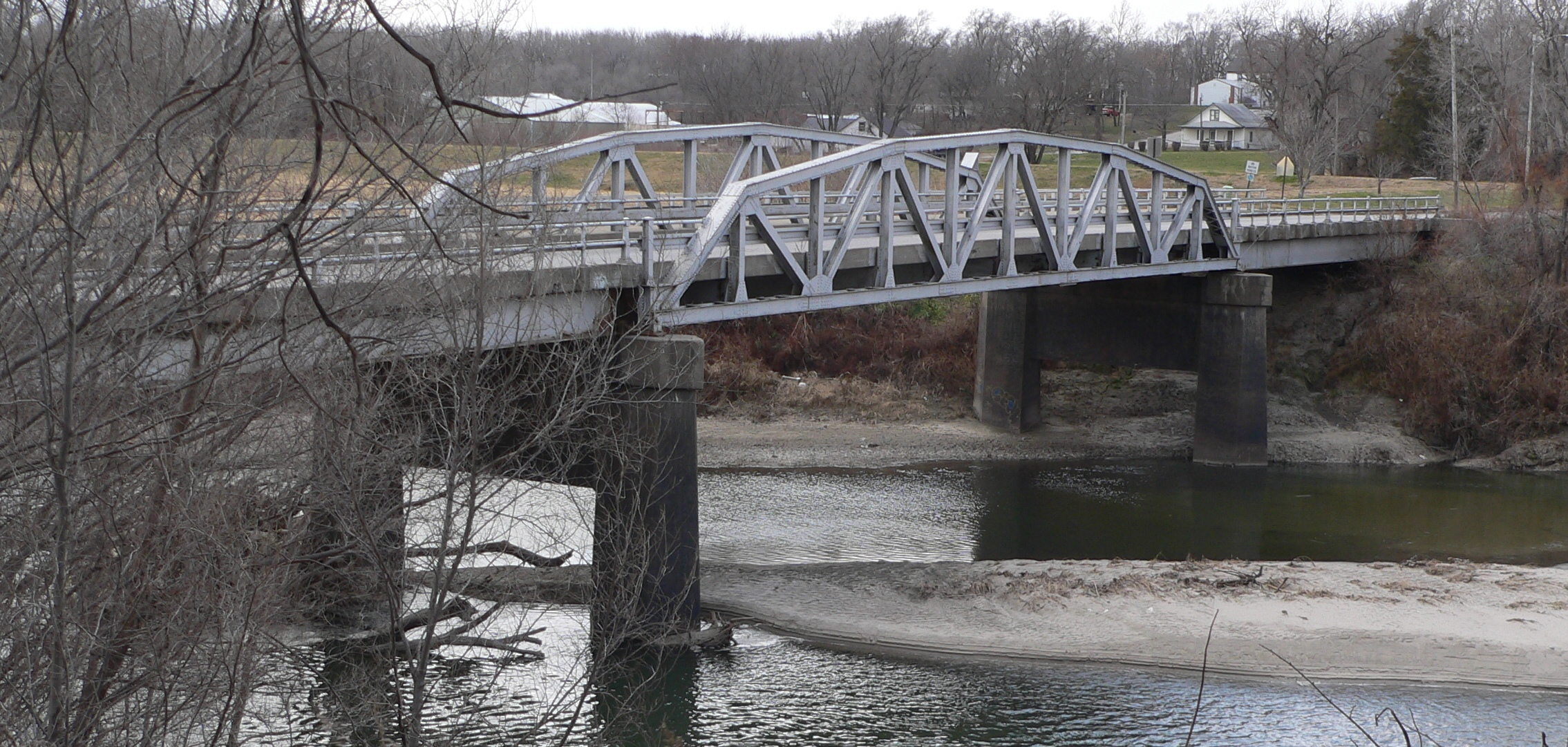
Ashland Bridge, gelistet im NRHP

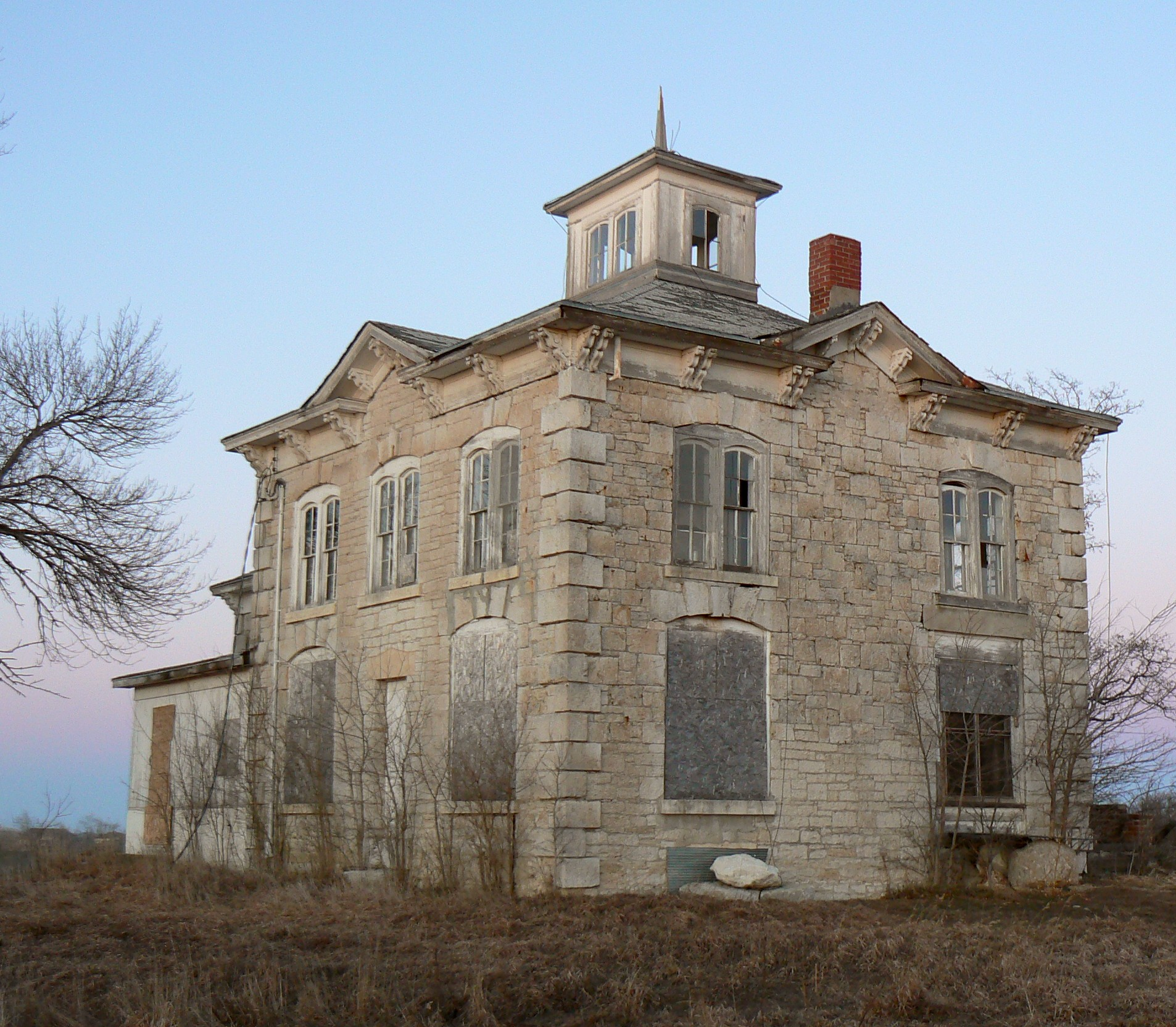
Israel Beetison House, gelistet im NRHP

Nach der Volkszählung im Jahr 2000 lebten im Saunders County 19.830 Menschen in 7.498 Haushalten und 5.443 Familien. Die Bevölkerungsdichte betrug 10 Einwohner pro Quadratkilometer. Ethnisch betrachtet setzte sich die Bevölkerung zusammen aus 98,49 Prozent Weißen, 0,11 Prozent Afroamerikanern, 0,29 Prozent amerikanischen Ureinwohnern, 0,22 Prozent Asiaten, 0,01 Prozent Bewohnern aus dem pazifischen Inselraum und 0,35 Prozent aus anderen ethnischen Gruppen; 0,55 Prozent stammten von zwei oder mehr Ethnien ab. 1,03 Prozent der Bevölkerung waren spanischer oder lateinamerikanischer Abstammung.
Von den 7.498 Haushalten hatten 34,2 Prozent Kinder und Jugendliche unter 18 Jahre, die bei ihnen lebten. 62,6 Prozent waren verheiratete, zusammenlebende Paare, 6,7 Prozent waren allein erziehende Mütter, 27,4 Prozent waren keine Familien, 23,6 Prozent waren Singlehaushalte und in 11,9 Prozent lebten Menschen im Alter von 65 Jahren oder darüber. Die Durchschnittshaushaltsgröße betrug 2,61 und die durchschnittliche Familiengröße lag bei 3,11 Personen.
Auf das gesamte County bezogen setzte sich die Bevölkerung zusammen aus 27,9 Prozent Einwohnern unter 18 Jahren, 6,3 Prozent zwischen 18 und 24 Jahren, 27,6 Prozent zwischen 25 und 44 Jahren, 22,9 Prozent zwischen 45 und 64 Jahren und 15,3 Prozent waren 65 Jahre alt oder darüber. Das Durchschnittsalter betrug 38 Jahre. Auf 100 weibliche Personen kamen 99,1 männliche Personen. Auf 100 Frauen im Alter von 18 Jahren oder darüber kamen statistisch 98,1 Männer.
Das jährliche Durchschnittseinkommen eines Haushalts betrug 42.173 USD, das Durchschnittseinkommen der Familien betrug 49.443 USD. Männer hatten ein Durchschnittseinkommen von 33.309 USD, Frauen 22.922 USD. Das Prokopfeinkommen betrug 18.392 USD. 5,3 Prozent der Familien und 6,6 Prozent der Bevölkerung lebten unterhalb der Armutsgrenze. Davon waren 7,3 Prozent Kinder oder Jugendliche unter 18 Jahre und 7,0 Prozent waren Menschen über 65 Jahre.

## Orte im County
- Abel
- Ashland
- Cedar Bluffs
- Ceresco
- Colon
- Ithaca
- Leshara
- Malmo
- Mead
- Memphis
- Morse Bluff
- Prague
- Riverside
- Swedeburg
- Touhy
- Valparaiso
- Wahoo
- Wann
- Weston
- Woodcliff
- Yutan

Townships
- Bohemia Township
- Center Township
- Chapman Township
- Chester Township
- Clear Creek Township
- Douglas Township
- Elk Township
- Green Township
- Leshara Township
- Marble Township
- Marietta Township
- Mariposa Township
- Morse Bluff Township
- Newman Township
- North Cedar Township
- Oak Creek Township
- Pohocco Township
- Richland Township
- Rock Creek Township
- South Cedar Township
- Stocking Township
- Union Township
- Wahoo Township